# ابرخس ۷۹۴۳۱
ابرخس ۷۹۴۳۱ یک ستاره است که در صورت فلکی کژدم قرار دارد.